# Ærøskøbing
Ærøskøbing este un oraș în Danemarca.